# Joseph Scherer (Orientalist)
Joseph Scherer (* 8. Februar 1776 in Mannheim; † 11. Mai 1829 in Wien) war ein deutscher Orientalist, Buchhändler und Bibliothekar.

## Leben
Geboren als Sohn des städtischen Bediensteten und späteren Stadtwachtmeisters Joseph Scherer studierte er in Heidelberg die Fächer Philosophie und Rechtswissenschaft, was er 1794 abschloss. Nach Reisen wurde er im folgenden Jahr Hauslehrer einer Adelsfamilie in Tyrnau, dann ab 1796 in derselben Position bei Peter Philipp Herbert Freiherr von Rathkeal (1735–1802), dem österreichischen Gesandten in Konstantinopel. Von dort aus bereiste er eingehend den Orient und erwarb umfangreiche Kenntnisse der orientalischen Sprachen. Nach Johann A. Schmeller hielt sich Scherer 15 Monate in Konstantinopel auf, bevor er eine dreijährige Reise „durch Kleinasien und die nördlichen Provinzen von Persien“ unternahm und „über Aleppo und Jerusalem nach Europa“ zurückkehrte.
Im Jahr 1800 ging Scherer zurück nach München, wo er, vorerst vergeblich, um Anstellung bei der Hofbibliothek (der heutigen Bayerischen Staatsbibliothek) ersuchte. 1802 erwarb er die Seidelsche Kunst- und Buchhandlung und stellte ein eigenes Verlagsprogramm auf die Beine, geriet aber nach einiger Zeit in wirtschaftliche Schwierigkeiten und machte Konkurs. Nach einer erneuten Eingabe bei König Maximilian I. Joseph und dank der Fürsprache von Johann Christoph von Aretin wurde er 1806 als Unterbibliothekar eingestellt, mit der Aufgabe, sich den orientalischen Handschriften zu widmen. Dank der in folgenden Jahren ausgebauten persönlichen Verbindungen zur Herrscherfamilie wurde er 1814 Bibliothekar und Leiter der Hofbibliothek, obwohl seine Arbeitsleistung zuvor nicht immer makellos gewesen war, da er sich anderen Aktivitäten gewidmet hatte. Nachhaltige Wirkung hatte jedoch, dass er (obwohl selbst an bibliographischen Fragen desinteressiert) die bis heute gültige Systematisierung von Martin Schrettinger ermöglichte. Scherer hatte auch eine Edition des berühmten altsächsischen Epos Heliand begonnen, konnte diese aber vor seinem Tod nicht mehr fertigstellen.
An einer Geisteskrankheit erkrankt, starb Scherer in einer Heilanstalt in Gumpendorf, heute ein Stadtteil Wiens.

## Ehrungen und Mitgliedschaften
- Mitglied der Bayerischen Akademie der Wissenschaften (seit 1815)
- Großkreuz des Verdienstordens der Bayerischen Krone (1826)

## Werke
- Ein Brief über den Grafen von Montgelas. - 1817
- Rückblick auf die 25jährige Regierung Sr. Maj. des Königes. - 1825[2]